# آرتا ترمه
آرتا ترمه (به ایتالیایی: Arta Terme) یک کومونه در ایتالیا است که در استان اودینه واقع شده‌است.

## خصوصیات
آرتا ترمه ۵۲٫۷ کیلومترمربع مساحت و ۲٬۲۸۷ نفر جمعیت دارد و ۴۲۲ متر بالاتر از سطح دریا واقع شده‌است.